# Съдийско поле
Съдѝйско полè е село в Югоизточна България, община Нова Загора, област Сливен.

## География
Село Съдийско поле се намира на около 26 km запад-югозападно от областния център град Сливен, около 8 km север-североизточно от общинския център град Нова Загора и около 38 km изток-североизточно от град Стара Загора. Разположено е в югоизточните подножия на Кортенския дял на Сърнена Средна гора (Кортенски хълмист район), един от чиято поредица върхове – Градище (555,1 m), се намира на около 2 km северно от селото. Западно от връх Градище тече на юг потокът Пашов дол, който слива водите си с други потоци в малка местна река по източния край на селото. Теренът в Съдийско поле е с преобладаващ наклон на югоизток; надморската височина в центъра е около 273 m и нараства на север до около 310 m, а на югоизток намалява до около 250 m. Климатът е умереноконтинентален.
Общински път на юг-югозапад през село Ценино свързва Съдийско поле с град Нова Загора и прави връзка там с второкласния републикански път II-66 (Европейски път Е773).
Землището на село Съдийско поле граничи със землищата на: село Червенаково на север; село Сърцево на североизток; село Научене на изток; село Съдиево на югоизток; село Кортен на юг; село Ценино на югозапад; отново село Кортен – на запад; село Баня на северозапад.
Югозападно от Съдийско поле в посока към село Ценино има микроязовир.
Населението на село Съдийско поле, наброявало 881 души при преброяването към 1934 г. и 915 към 1946 г., намалява до 399 към 2001 г. и 368 (по служебен документ на НСИ от 2022-12-31) към 2022 г.
При преброяването на населението към 1 февруари 2011 г., от обща численост 384 лица, за 238 лица е посочена принадлежност към „българска“ етническа група, за 130 към „ромска“, за 15 – „не отговорили“, а за принадлежност към „турска“, „други“ и „не се самоопределят“ не са посочени данни.

## История
След Руско-турската война (1877 – 1878 г.) по Берлинския договор 1878 г. селото – тогава с име Кадъ̀ алàн – остава в Източна Румелия; присъединено е към България след Съединението 1885 г.. Село Кадъ̀ алàн е преименувано на Съдийско поле през 1906 г.
Читалище в село Съдийско поле е създадено през 1926 г.

## Обществени институции
Село Съдийско поле към 2023 г. е център на кметство Съдийско поле.
В село Съдийско поле към 2023 г. има:
- действащо читалище „Н. Й. Вапцаров – 1926“;[9][10]
- православна църква „Свети Димитър“;[11]
- Целодневна детска градина;[12]

## Забележителности
На връх Градище има развалини на късноантична и средновековна крепост.